# Et Budskab til Napoleon paa Elba
Et Budskab til Napoleon paa Elba er en dansk stumfilm fra 1909, der er instrueret af Viggo Larsen. Fotografier synes at vise, at filmen har været noget længere, eller at der har været en forsættelse af filmen. Den udgør imidlertid en helhed i den bevarede udgave.

## Handling
En gruppe sammensvorne Napoleon-tilhængere beslutter af sende en budbringer til Napoleon på Elba med planerne for kejserens befrielse og tilbagevenden til tronen. En af de sammensvorne forråder planen, og man forfølger budbringeren, som dog ved den jævne befolknings hjælp undslipper farerne og når Elba. Her opdages han af en vagtpost, som skyder på ham. Skønt hårdt såret når han alligevel at få afleveret sit budskab til Napoleon, som takker ham.

## Medvirkende
- Sofus Wolder - Budbringeren
- Viggo Larsen - Napoleon
- August Blom -Lefebre
- Axel Schultz
- Edmund Østerby
- Gudrun Kjerulf
- Hertha Strandvold - Kropige